# 嫁給波比
《嫁給波比》 （英語：Married to the Blob）是卡通《辛普森一家》第25季第10集的名称，在2014年1月17日由福克斯广播公司首播。
這集標題是參考美國DC漫畫人物波比和電影《Married to the Mob》。

## 劇情
巴特、米尔豪斯·范霍腾與霍默在機器人地牢與棒球卡片店排隊購買放射性人之後續漫畫創刊號。另外漫畫男發現他對手米洛（Coolsville老闆）現在娶他女友士多啤梨。漫畫男就哀怨並唱一首歌表達他人生沒有女友。此時史丹·李在漫畫男面前告訴他還有機會。一位日本女人中村久美子進入店內，史丹·李建議別再錯過。原來久美子為她的自傳漫畫在美國發掘有關這國家最悲慘的城市。漫畫男想跟她約會，然後問荷馬提議，因為荷馬是唯一能娶一個火辣女人的胖子。玛琦建議漫畫男別露出本性，但久美子居然喜歡漫畫男本來的他。
漫畫男繼續跟久美子約會，他們決定要住一起。久美子和漫畫男的禮物掉落時，荷馬看到久美子的父親在店外門口。荷馬告訴他漫畫男是一個肥胖的書呆子，中村先生反對，並請久美子離開。玛琦告訴荷馬解決的事情了，所以荷馬帶中村先生去日本酒吧。他們倆喝蛇米酒，並蹣跚回家陶醉，眼中城市變成了吉卜力工作室的電影(《千与千寻》、《龍貓》、《崖上的波妞》、《幽靈公主》、《霍爾的移動城堡》、《魔女宅急便》和《紅豬》的仙境)。中村先生得知禁止他們關係，他偷走久美子的人生。
漫畫男試打動中村先生迄今未提及化工學士位的工作。中村先生告訴他說他自己沒有找到一份工作，因為他喜歡漫畫男。結尾漫畫男與久美子在史丹·李於漫畫男的商店結婚。